# Соломонско решење
Соломонско решење је креативно решење веома тешке, готово немогуће ситуације, које захтева велико знање и вештину. Данас се појам односи на решење које до одређеног степена задовољава све стране у сукобу. Назив је добио према библијском краљу Соломону, познатом по великој мудрости.